# 小行星1574
小行星1574（1574 Meyer）是一颗围绕太阳公转的小行星。1949年3月22日，路易·博耶在阿尔及尔发现了此天体。
該小行星以法國天文學家G·梅耶（G. Meyer）命名。
这颗小行星的绝对星等为270.38653等。